# Sōka
Sōka (jap. 草加市 Sōka-shi) – miasto  w Japonii,  w prefekturze  Saitama, na wyspie Honsiu. Ma powierzchnię 27,46 km². W 2020 r. mieszkało w nim 248 037 osób, w 111 912 gospodarstwach domowych  (w 2010 r. 244 062 osoby, w 102 400 gospodarstwach domowych).

## Położenie
Miasto leży w południowo-wschodniej części prefektury, graniczy z miastami:
- Kawaguchi
- Koshigaya
- Yashio
- Misato
- Tokio

## Przemysł
W mieście rozwinął się przemysł włókienniczy, maszynowy, papierniczy oraz metalowy.